# Campeonato Baiano 1929
In 1929 werd het 25ste Campeonato Baiano gespeeld voor voetbalclubs uit de Braziliaanse staat Bahia. De competitie werd gespeeld van 21 april 1929 tot 18 februari 1930 en werd georganiseerd door de FBF. Ypiranga werd kampioen. 

## Eindstand
| Plaats | Club                   | Wed. | W | G | V  | Saldo | Ptn. |
| ------ | ---------------------- | ---- | - | - | -- | ----- | ---- |
| 1.     | Ypiranga               | 10   | 7 | 3 | 0  | 42:14 | 17   |
| 2.     | Botafogo               | 10   | 6 | 3 | 1  | 40:24 | 15   |
| 3.     | AAB                    | 10   | 5 | 2 | 3  | 22:16 | 12   |
| 4.     | Bahiano de Tênis       | 10   | 4 | 3 | 3  | 17:23 | 11   |
| 5.     | Fluminense de Salvador | 10   | 2 | 0 | 10 | 22:34 | 4    |
| 6.     | Guarany                | 6    | 1 | 1 | 4  | 7:24  | 3    |
| 7.     | Vitória                | 6    | 0 | 0 | 6  | 9:24  | 0    |

|  | Kampioen |

## Kampioen
| Campeonato Baiano de 1929 |
| ------------------------- |
| YPIRANGA 7º Titel         |